# Atilio Betti
Atilio Fernando Betti (San Fernando, Buenos Aires, Argentina; 11 de noviembre de 1922-Ibídem 31 de marzo de 1993) fue un dramaturgo, escritor, comediante, crítico, filósofo y autor teatral argentino.

## Carrera
Exponente de la comedia teatral argentina, Betti se lució en numerosas obras que fueron llevadas a la escena nacional por varios primeros directores como Roberto Aulés, Tina Helba, Pedro Escudero, Juan Carlos Passaro, entre otros. Tradujo a poetas italianos, franceses e ingleses. Colaboró con la Revista Talía.
Fue un autor de una producción con marcadas preocupaciones estéticas y aspiraciones universalistas en la que se destacan Farsa del corazón, Fundación del desengaño (Primer premio nacional 1959-1961), La culpa, El juego de la virtud y El nuevo David.
Fue becado por el Gobierno de Italia (1964) y por el Fondo Nacional de las Artes (PK) (1967). Sus obras generalmente se inclinaban hacia la farsa y la farsátira de denuncia social.
En 1970 trabajó como libretista del ciclo televisivo Gran teatro universal.
Enérgico impulsor de las corrientes renovadoras de la década del los años 40, impulso abrió paso a autores jóvenes y posibilitó el inicio de una nueva etapa en la literatura argentina. En 1984 publicó la novela La noche lombarda. 
Entre los varios premios que obtuvo se encuentran el Premio Nacional de Teatro (1953), Segundo Premio Nacional de Comedia (1957), el Primer Premio Nacional de Drama (1961), el Premio Internacional Molino de Oro (Holanda, 1969) y el Premio San Gabriel (1961). Recibió el Gran Premio de Honor de Argentores (post mortem, 1993).
Falleció a los 70 años el 31 de marzo de 1993 en la localidad bonaerense de San Fernando, Buenos Aires, Argentina.

## Obras
- La edad del hambre (1951)
- Chaveta (1953)
- Farsa del corazón (1957)
- El buen glotón (1957)
- La culpa (1957)
- Francisco Bernardone (1958)
- El nuevo David (1959)
- El juego de la virtud (1959)
- Fundación del desengaño (1960)
- Francisco Bernardino (1964)
- La selva y el reino (1969)
- La avaricia (1970)
- Sanseacabó (1971)
- El cuerpo y las águilas (1976)
- Maese amor: La jarrita de Asís (1993)